# Vampyrìsme, Nècrophilie, Nècrosadisme, Nècrophagie
Vampyrìsme, Nècrophilie, Nècrosadisme, Nècrophagie è il primo album della symphonic black metal band italiana Theatres des Vampires, pubblicato nel 1996. L'album è stato completamente ri-registrato e pubblicato nel 2003 con il nome Vampyrìsme.

## Tracce
1. Intro - Twilight Kingdom – 4:29
2. The Lands Beyond The Forest – 4:03
3. Reborn In The Wood – 4:28
4. Ancient Vampires – 5:34
5. Woods Of Valacchia – 7:07
6. Within The Dark Domain – 6:48
7. Upon The Darkest Mountain – 2:49
8. While The Snow Turns Red – 3:39
9. Vlad The Impaler – 4:22

## Formazione
- Lord Vampyr (Alessandro Nunziati) - voce, chitarra e tastiere
- Agaharet (Enrico De Dominicis) - batteria
- Count Morgoth (Roberto Cufaro) - tastiere (session)